# Campeonato Mundial de Futsal de 2007 (AMF)
El Campeonato Mundial de fútbol de salón de la AMF 2007 se disputó en las principales localidades de la Provincia de Mendoza (Argentina), entre el 31 de agosto y el 9 de septiembre de ese año. El torneo fue organizado por la Confederación Argentina de Fútbol de Salón (CAFS) y la Asociación Mundial de Futsal (AMF) en este certamen participaron 16 selecciones nacionales. 
Los partidos se disputaron en Las Heras, Luján de Cuyo, Maipú, Junín, Godoy Cruz y San Rafael.

## Elección de la sede
La Asociación Mundial de Futsal presentó a los dos candidatos para acoger el torneo:
- Argentina
- Rusia

La elección se debía tomar en el congreso ordinario realizado en el Hotel Sheraton Huentala en la ciudad de Mendoza. Sin embargo la decisión se postergó por 90 días al que asistieron 35 países.
Los rusos propusieron que el torneo se desarrolle del 20 al 30 de agosto del 2007 mientras que los argentinos manifestaron que se llevará a cabo en la primera quincena del mes de septiembre.

## Equipos participantes
En cursiva, los equipos debutantes.
En negrita, el equipo anfitrión.
| Confederación                                                    | Selección       | Clasificación      |
| ---------------------------------------------------------------- | --------------- | ------------------ |
| CSFS (Sudamérica) (9 cupos)                                      | Argentina       | (Anfitrión)        |
| CSFS (Sudamérica) (9 cupos)                                      | Paraguay        | (Campeón) 2003     |
| CSFS (Sudamérica) (9 cupos)                                      | Colombia        | (Subcampeón) 2003  |
| CSFS (Sudamérica) (9 cupos)                                      | Bolivia         | (3.er Puesto) 2003 |
| CSFS (Sudamérica) (9 cupos)                                      | Perú            | (4.to Puesto) 2003 |
| CSFS (Sudamérica) (9 cupos)                                      | Chile           |                    |
| CSFS (Sudamérica) (9 cupos)                                      | Ecuador         |                    |
| CSFS (Sudamérica) (9 cupos)                                      | Uruguay         |                    |
| CSFS (Sudamérica) (9 cupos)                                      | Venezuela       |                    |
| UEFS (Europa) (5 cupos)                                          | Bélgica         |                    |
| UEFS (Europa) (5 cupos)                                          | Cataluña        |                    |
| UEFS (Europa) (5 cupos)                                          | España          |                    |
| UEFS (Europa) (5 cupos)                                          | Italia          |                    |
| UEFS (Europa) (5 cupos)                                          | Noruega         |                    |
| UEFS (Europa) (5 cupos)                                          | República Checa |                    |
| UEFS (Europa) (5 cupos)                                          | Rusia           |                    |
| CONCACFUTSAL (Norteamérica, Centroamérica y El Caribe) (2 cupos) | Canadá          |                    |
| CONCACFUTSAL (Norteamérica, Centroamérica y El Caribe) (2 cupos) | Costa Rica      |                    |

- Originalmente  Italia y  España estaban clasificadas al mundial pero durante el transcurso antes del mundial, España se desafilió de la Asociación Mundial de Futsal y  Cataluña ocupó el lugar de España[3] mientras que Europa (UEFS) perdió el cupo que tenía de Italia, que se desconoce la razón de no participar y se lo otorgaron a Sudamérica (CSFS), concediéndole el cupo a  Chile.

## Sistema de juego
Las 16 selecciones participantes disputaron la primera ronda que consistía en cuatro grupos de cuatro equipos donde avanzaban los dos primeros equipos de cada grupo. Luego los 8 clasificados disputaban los cuartos de final y los vencedores de cada llave jugaron las semifinales y los ganadores de los encuentros disputaron la gran final.

## Sorteo

### Líneas
Los 16 equipos se dividieron en cuatro grupos de cuatro equipos, con el anfitrión Argentina asignado automáticamente en la línea 1.
| Línea 1                             | Línea 2                              | Línea 3                        | Línea 4                          |
| ----------------------------------- | ------------------------------------ | ------------------------------ | -------------------------------- |
| Argentina Paraguay Colombia Bolivia | España República Checa Rusia Uruguay | Bélgica Ecuador Perú Venezuela | Canadá Costa Rica Italia Noruega |

### Grupos
| Grupo A                           | Grupo B                        | Grupo C                                   | Grupo D                       |
| --------------------------------- | ------------------------------ | ----------------------------------------- | ----------------------------- |
| Argentina Uruguay Bélgica Noruega | Paraguay España Ecuador Italia | Colombia República Checa Venezuela Canadá | Bolivia Rusia Perú Costa Rica |

Tras las ausencias de  España y  Italia junto a los reemplazos de  Cataluña y  Chile los grupos quedaron de la siguiente manera.
| Grupo A                           | Grupo B                         | Grupo C                                   | Grupo D                       |
| --------------------------------- | ------------------------------- | ----------------------------------------- | ----------------------------- |
| Argentina Uruguay Bélgica Noruega | Paraguay Cataluña Ecuador Chile | Colombia República Checa Venezuela Canadá | Bolivia Rusia Perú Costa Rica |

## Primera fase

### Grupo A
| Grupo A   | Pts | J | G | E | P | GF | GC | Dif |
| --------- | --- | - | - | - | - | -- | -- | --- |
| Argentina | 6   | 3 | 3 | 0 | 0 | 15 | 6  | +9  |
| Bélgica   | 4   | 3 | 2 | 0 | 1 | 10 | 9  | +1  |
| Uruguay   | 2   | 3 | 1 | 0 | 2 | 11 | 14 | -3  |
| Noruega   | 0   | 3 | 0 | 0 | 3 | 9  | 16 | -7  |

| 1 de septiembre de 2007 | Argentina                                                    | 6:2 (3:0) | Noruega                                 | Polideportivo Andes Talleres, Godoy Cruz |  |
| 15:00 h                 | Femenía (1') Chávez (10') (?) Banegas (15') Nuñez Mescolatti |           | Roberto Rojas (28') Ivan Olivares (29') |                                          |  |

| 1 de septiembre de 2007 | Bélgica | 4:3 | Uruguay | Polideportivo Vicente Polimeni, Las Heras |  |
| 18:00 h                 |         |     |         |                                           |  |

| 2 de septiembre de 2007 | Argentina | 7:3 (2:1) | Uruguay | Polideportivo Andes Talleres, Godoy Cruz |  |
| 15:00 h                 |           |           |         |                                          |  |

| 2 de septiembre de 2007 | Bélgica                         | 5:4 | Noruega | Polideportivo Vicente Polimeni, Las Heras |  |
| 20:00 h                 | El Hafid(2) Hoste Deleu Beaudot |     |         |                                           |  |

| 3 de septiembre de 2007 | Uruguay | 5:3 | Noruega | Polideportivo La Colonia, Junín |  |
| 20:00 h                 |         |     |         |                                 |  |

| 3 de septiembre de 2007 | Argentina | 2:1 (0:1) | Bélgica | Polideportivo Andes Talleres, Godoy Cruz |  |
| 21:30 h                 |           |           |         |                                          |  |

### Grupo B
| Grupo B  | Pts | J | G | E | P | GF | GC | Dif |
| -------- | --- | - | - | - | - | -- | -- | --- |
| Paraguay | 6   | 3 | 3 | 0 | 0 | 41 | 8  | +33 |
| Ecuador  | 4   | 3 | 2 | 0 | 1 | 20 | 25 | -5  |
| Cataluña | 1   | 3 | 0 | 1 | 2 | 10 | 18 | -8  |
| Chile    | 1   | 3 | 0 | 1 | 2 | 14 | 34 | -20 |

| 1 de septiembre de 2007 | Paraguay | 18:1 | Chile          | Polideportivo Juan D. Ribosqui, Maipú |  |
| 18:00 h                 |          |      | P. Layseca(3') |                                       |  |

| 1 de septiembre de 2007 | Cataluña                 | 2:5 (2:1) | Ecuador                                          | Polideportivo Juan D. Ribosqui, Maipú |  |
| 20:00 h                 | Matamoros(3') Vargas(9') | Reporte   | F. Parrales (1')(28') L. Parrales(21')(31')(39') |                                       |  |

| 2 de septiembre de 2007 | Paraguay | 17:6 | Ecuador | Polideportivo Vicente Polimeni, Las Heras |  |
| 18:00 h                 |          |      |         |                                           |  |

| 2 de septiembre de 2007 | Cataluña | 7:7 | Chile                              | Polideportivo Juan D. Ribosqui, Maipú |  |
| 18:00 h                 |          |     | P. Layseca (3')(7')(15')(22')(39') |                                       |  |

| 3 de septiembre de 2007 | Ecuador | 9:6 | Chile                 | Polideportivo Juan D. Ribosqui, Maipú |  |
| 17:00 h                 |         |     | P. Layseca (9') (19') |                                       |  |

| 3 de septiembre de 2007 | Paraguay | 6:1 | Cataluña | Polideportivo Hipólito Yrigoyen, Luján de Cuyo |  |
| 17:00 h                 |          |     | Nieto    |                                                |  |

### Grupo C
| Grupo C         | Pts | J | G | E | P | GF | GC | Dif |
| --------------- | --- | - | - | - | - | -- | -- | --- |
| Colombia        | 6   | 3 | 3 | 0 | 0 | 24 | 5  | +19 |
| República Checa | 4   | 3 | 2 | 0 | 1 | 4  | 12 | -8  |
| Canadá          | 2   | 3 | 1 | 0 | 2 | 9  | 13 | -4  |
| Venezuela       | 0   | 3 | 0 | 0 | 3 | 9  | 16 | -7  |

| 1 de septiembre de 2007 | Colombia | 5:1 | Canadá | Polideportivo Hipólito Yrigoyen, Luján de Cuyo |  |
| 18:00 h                 |          |     |        |                                                |  |

| 1 de septiembre de 2007 | República Checa | 1:0 | Venezuela | Polideportivo de La Colonia, Junín |  |
| 20:00 h                 | Goj(5')         |     |           |                                    |  |

| 2 de septiembre de 2007 | Colombia | 9:4 | Venezuela | Polideportivo Hipólito Yrigoyen, Luján de Cuyo |  |
| 17:00 h                 |          |     |           |                                                |  |

| 2 de septiembre de 2007 | República Checa | 3:2 | Canadá | Polideportivo Juan D. Ribosqui, Maipú |  |
| 20:00 h                 |                 |     |        |                                       |  |

| 3 de septiembre de 2007 | República Checa | 0:10 | Colombia | Polideportivo Andes Talleres, Godoy Cruz |  |
| 15:30 h                 |                 |      |          |                                          |  |

| 3 de septiembre de 2007 | Canadá | 6:5 | Venezuela | Polideportivo Juan D. Ribosqui, Maipú |  |
| 15:30 h                 |        |     |           |                                       |  |

### Grupo D
| Grupo D    | Pts | J | G | E | P | GF | GC | Dif |
| ---------- | --- | - | - | - | - | -- | -- | --- |
| Perú       | 4   | 3 | 2 | 0 | 1 | 13 | 10 | +3  |
| Bolivia    | 4   | 3 | 2 | 0 | 1 | 13 | 11 | +2  |
| Rusia      | 2   | 3 | 1 | 0 | 2 | 13 | 15 | -2  |
| Costa Rica | 2   | 3 | 1 | 0 | 2 | 13 | 16 | -3  |

| 31 de agosto de 2007 | Rusia | 5:8 | Perú | Polideportivo La Colonia, Junín |  |
| 22:00 h              |       |     |      |                                 |  |

| 1 de septiembre de 2007 | Bolivia | 8:6 | Costa Rica | Polideportivo Hipólito Yrigoyen, Luján de Cuyo |  |
| 20:00 h                 |         |     |            |                                                |  |

| 2 de septiembre de 2007 | Bolivia | 1:2 | Perú | Polideportivo Hipólito Yrigoyen, Luján de Cuyo |  |
| 15:00 h                 |         |     |      |                                                |  |

| 2 de septiembre de 2007 | Rusia | 5:3 | Costa Rica | Polideportivo La Colonia, Junín |  |
| 20:00 h                 |       |     |            |                                 |  |

| 3 de septiembre de 2007 | Perú | 3:4 | Costa Rica | Polideportivo Vicente Polimeni, Las Heras |  |
| 15:30 h                 |      |     |            |                                           |  |

| 3 de septiembre de 2007 | Bolivia | 4:3 | Rusia | Polideportivo Hipólito Yrigoyen, Luján de Cuyo |  |
| 15:30 h                 |         |     |       |                                                |  |

## Fase final

### Cuadro general
|  | Cuartos de final        | Cuartos de final        |          |           | Semifinales             | Semifinales             |          |              | Final                   | Final                   |  |
|  | 5 de septiembre de 2007 | 5 de septiembre de 2007 |          |           | 7 de septiembre de 2007 | 7 de septiembre de 2007 |          |              | 9 de septiembre de 2007 | 9 de septiembre de 2007 |  |
|  |                         |                         |          |           |                         |                         |          |              |                         |                         |  |
|  |                         |                         |          |           |                         |                         |          |              |                         |                         |  |
|  | Argentina               | 10                      |          |           |                         |                         |          |              |                         |                         |  |
|  | Argentina               | 10                      |          |           |                         |                         |          |              |                         |                         |  |
|  | Ecuador                 | 2                       |          |           |                         |                         |          |              |                         |                         |  |
|  | Ecuador                 | 2                       |          | Argentina | 7                       |                         |          |              |                         |                         |  |
|  |                         |                         |          | Argentina | 7                       |                         |          |              |                         |                         |  |
|  |                         |                         | Colombia | 6         |                         |                         |          |              |                         |                         |  |
|  | Colombia                | 4                       | Colombia | 6         |                         |                         |          |              |                         |                         |  |
|  | Colombia                | 4                       |          |           |                         |                         |          |              |                         |                         |  |
|  | Bolivia                 | 1                       |          |           |                         |                         |          |              |                         |                         |  |
|  | Bolivia                 | 1                       |          |           |                         |                         |          | Argentina    | 0                       |                         |  |
|  |                         |                         |          |           |                         |                         |          | Argentina    | 0                       |                         |  |
|  |                         |                         | Paraguay | 1         |                         |                         |          |              |                         |                         |  |
|  | Paraguay                | 4                       | Paraguay | 1         |                         |                         |          |              |                         |                         |  |
|  | Paraguay                | 4                       |          |           |                         |                         |          |              |                         |                         |  |
|  | Bélgica                 | 1                       |          |           |                         |                         |          |              |                         |                         |  |
|  | Bélgica                 | 1                       |          | Paraguay  | 4                       |                         |          | Tercer lugar | Tercer lugar            |                         |  |
|  |                         |                         |          | Paraguay  | 4                       |                         |          | Tercer lugar | Tercer lugar            |                         |  |
|  |                         |                         | Perú     | 2         |                         |                         |          |              |                         |                         |  |
|  | Perú                    | 7                       | Perú     | 2         |                         |                         | Colombia | 6            |                         |                         |  |
|  | Perú                    | 7                       |          |           |                         |                         | Colombia | 6            |                         |                         |  |
|  | República Checa         | 5                       |          |           |                         |                         |          |              | Perú                    | 4                       |  |
|  | República Checa         | 5                       |          |           |                         |                         |          |              | Perú                    | 4                       |  |
|  |                         |                         |          |           |                         |                         |          |              |                         |                         |  |

### Cuartos de final
| 5 de septiembre de 2007 | Colombia | 4:1 | Bolivia | Polideportivo Hipólito Yrigoyen, Luján de Cuyo |  |
| 13:00 h                 |          |     |         |                                                |  |

| 5 de septiembre de 2007 | Perú | 7:5 | República Checa        | Polideportivo Juan D. Ribosqui, Maipú |  |
| 14:30 h                 |      |     | Goj (3) Stojaník Šnídl |                                       |  |

| 5 de septiembre de 2007 | Paraguay | 4:1 | Bélgica | Polideportivo de La Colonia, Junín |  |
| 20:00 h                 |          |     |         |                                    |  |

| 5 de septiembre de 2007 | Argentina | 10:2 (6:2) | Ecuador | Polideportivo Andy Talleres, Godoy Cruz |  |
| 21:30 h                 |           |            |         |                                         |  |

### Semifinales
| 7 de septiembre de 2007 | Perú            | 2:4 | Paraguay                       | Polideportivo Vicente Polimeni, Las Heras |  |
| 14:30                   | Hernández Anaya |     | Zorrilla (2) Santander Delgado |                                           |  |

| 7 de septiembre de 2007 | Argentina                                                | 7:6 (3:3) | Colombia                            | Polideportivo Andes Talleres, Godoy Cruz |  |
| 21:30                   | Núñez (2) Figueroa (2) Femenía Mescolatti Santofimio(pp) |           | Pinilla(2) Celis(2) Hernández Parra |                                          |  |

### Tercer lugar
| 8 de septiembre de 2007 | Colombia                                  | 6:4 | Perú                       | Polideportivo de La Colonia, Junín |  |
| 19:30                   | Celis (2) Pinilla (2) Rodríguez Hernández |     | Hernández (2) García Amaya |                                    |  |

### Final
| 8 de septiembre de 2007 | Argentina | 0:1 (0:0) | Paraguay    | Polideportivo Andes Talleres, Godoy Cruz |  |
| 19:00                   |           | Reporte   | Rubén Núñez |                                          |  |

|                              |
| Bandera de Paraguay          |
| Campeón Paraguay 3.er Título |

## Tabla general
| Pos. | Equipo          | Pts | J | G | E | P | GF | GC | Dif. | Rend. |
| ---- | --------------- | --- | - | - | - | - | -- | -- | ---- | ----- |
| 1    | Paraguay        | 12  | 6 | 6 | 0 | 0 | 50 | 11 | +39  | 100%  |
| 2    | Argentina       | 10  | 6 | 5 | 0 | 1 | 32 | 15 | +17  | 83,3% |
| 3    | Colombia        | 10  | 6 | 5 | 0 | 1 | 40 | 17 | +23  | 83,3% |
| 4    | Perú            | 6   | 6 | 3 | 0 | 3 | 26 | 25 | +1   | 50%   |
| 5    | Bolivia         | 4   | 4 | 2 | 0 | 2 | 14 | 15 | -1   | 50%   |
| 6    | Bélgica         | 4   | 4 | 2 | 0 | 2 | 11 | 13 | -2   | 50%   |
| 7    | República Checa | 4   | 4 | 2 | 0 | 2 | 9  | 19 | -10  | 50%   |
| 8    | Ecuador         | 4   | 4 | 2 | 0 | 2 | 22 | 35 | -13  | 50%   |
| 9    | Rusia           | 2   | 3 | 1 | 0 | 2 | 13 | 15 | -2   | 33,3% |
| 10   | Costa Rica      | 2   | 3 | 1 | 0 | 2 | 13 | 16 | -3   | 33,3% |
| 11   | Uruguay         | 2   | 3 | 1 | 0 | 2 | 11 | 14 | -3   | 33,3% |
| 12   | Canadá          | 2   | 3 | 1 | 0 | 2 | 9  | 13 | -4   | 33,3% |
| 13   | Cataluña        | 1   | 3 | 0 | 1 | 2 | 10 | 18 | -8   | 11,1% |
| 14   | Chile           | 1   | 3 | 0 | 1 | 2 | 14 | 34 | -20  | 11,1% |
| 15   | Noruega         | 0   | 3 | 0 | 0 | 3 | 9  | 16 | -7   | 0%    |
| 16   | Venezuela       | 0   | 3 | 0 | 0 | 3 | 9  | 16 | -7   | 0%    |

## Premios y reconocimientos

### Goleador
| Jugador          | Selección | Goles |
| ---------------- | --------- | ----- |
| Jhon Pinilla     | Colombia  | ?4    |
| Eugenio Zorrilla | Paraguay  | 11    |
| Hugo Delgado     | Paraguay  | 8     |
| Saúl Santander   | Paraguay  | 6     |
| César Riveros    | Paraguay  | 6     |

### Valla menos vencida
| Jugador                            | Selección | Goles |
| ---------------------------------- | --------- | ----- |
| Cristian Milciades Garcete Carmona | Paraguay  | 11    |